# 발메

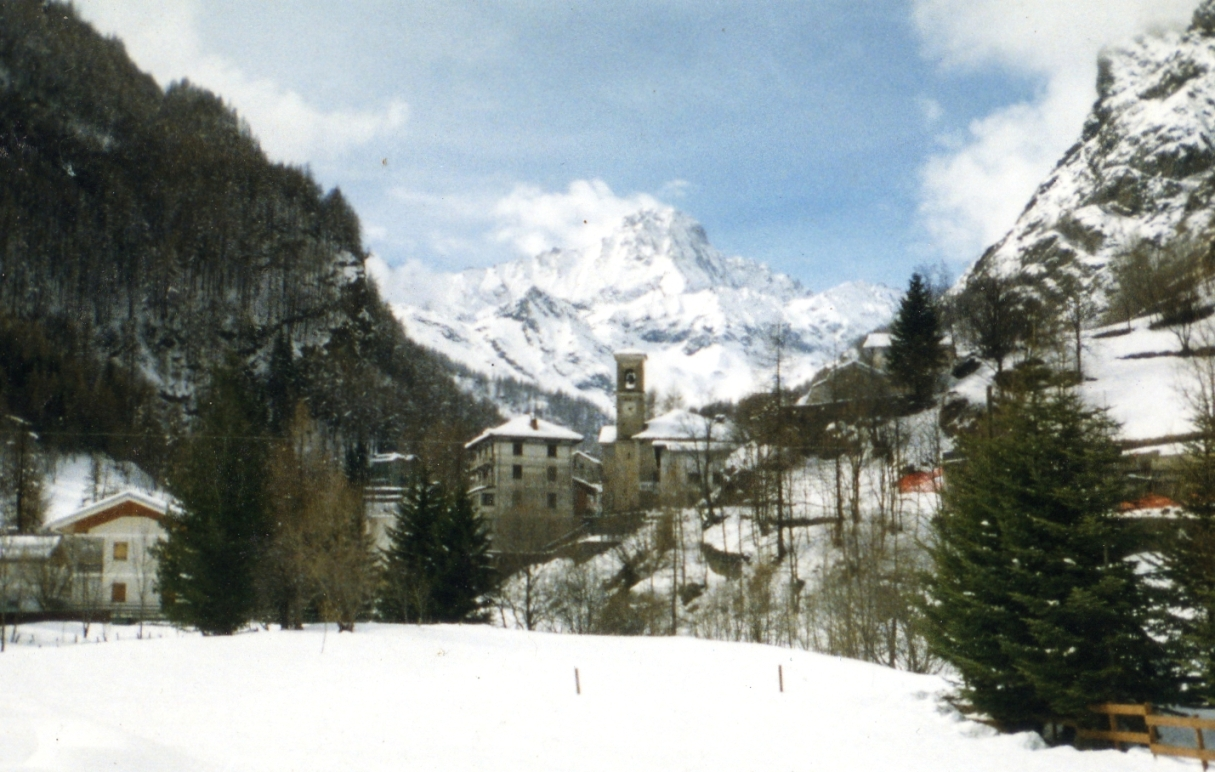

발메(Balme)는 이탈리아 피에몬테주 토리노 광역시의 코무네이다. 그라이안알프스산맥 지역에 위치해 있으며 토리노에서 북서쪽으로 약 45킬로미터 지점에 위치해 있다.
이 지역의 면적은 62.71 제곱 킬로미터, 고도는 1,432미터, 인구 수는 111명이다.